# Numeri telefonici in Austria

Prefissi telefonici austriaci

Il prefisso internazionale austriaco è lo 0043.
I numeri telefonici in Austria non hanno lunghezza fissa. Ossia alcuni di essi possono essere anche di sole tre cifre.
Anche per chiamare all'interno della stessa città il prefisso di zona deve essere selezionato.
Generalmente, nelle maggiori città si hanno prefissi molto corti, ed il numero dell'abbonato è più lungo.
Alcuni esempi:

- 00 Prefisso Internazionale
- 112 Numero unico di emergenza
- 118xxx Servizio Assistenza Telefonica
- 122 Vigili del fuoco
- 133 Polizia
- 140 Soccorso alpino
- 144 Ambulanza
- 147 Servizio Consulenza Minori (Rat auf Draht)
- 15xx Servizio Informazioni Generiche (Ora esatta)
- 01 Vienna
- 0316 Graz
- 0463 Klagenfurt
- 050x Virtual Private Network (VPN)
- 0512 Innsbruck
- 0662 Salisburgo
- 0650 Telering Telefonia Mobile (Telering)
- 0660 Telefonia Mobile (Drei)
- 0664 Telefonia Mobile (A1)
- 0676 Telefonia Mobile (T-Mobile)
- 0680 Telefonia Mobile (BoB)
- 0681 Telefonia Mobile (Yesss)
- 0688 Telefonia Mobile (Tele2)
- 0699 Telefonia Mobile (Orange Austria / Yesss)
- 0718 Provider Servizi Internet
- 0720 Telefonia Fissa (I numeri non sono legati ad una zona specifica)
- 0732 Linz
- 0780 VoIP
- 0800 Numero Verde Nazionale
- 00800 Numero Verde Internazionale
- 0804 Numeri Accesso Internet
- 08xx Numeri di Servizio
- 09xx Premium Rate

Anche per chiamare all'interno della stessa città il prefisso di zona deve essere selezionato.

## Telefonia Mobile
Il Servizio di Telefonia Mobile in Austria si caratterizza per il prefisso 06, in formato internazionale +436. Vi sono diverse compagnie che forniscono servizi di telefonia mobile:
- Drei che ha per prefisso +43660
- A1 che ha per prefisso +43664
- T-Mobile che ha per prefisso +43676
- Orange Austria che ha per prefisso +43699

Ci sono tuttavia Provider di Telefonia Mobile che fanno uso di reti di altri operatori per fornire i loro servizi
Telering1 e Schwarzfunk2 che usufruisce della rete T-Mobile ed usa il prefisso +43650
- BoB che usufruisce della rete A1 ed usa il prefisso +43680
- Yesss che fa uso della rete Orange Austria ed usa il prefisso +43681
- Eety  che fa uso della rete Orange Austria ed usa il prefisso +4368183
- Tele  che fa uso della rete Orange Austria ed usa il prefisso +43688
- eTel  che fa uso della rete Orange Austria ed usa il prefisso +436991599
- Yesss che fa uso della rete Orange Austria ed usa il prefisso +436998

A causa della portabilità del Numero Telefonico, il Prefisso potrebbe non identificare il fornitore di rete di un numero mobile. I providers assegnano Solo in alcuni casi(Speciali categorie di numeri telefonici,a prezzo maggiorato) numeri inesistenti con prefisso diverso. Tale servizio viene gestito allo stesso modo della Portabilità del Numero Telefonico verso altro network. Tuttavia, i fornitori hanno il controllo amministrativo sui propri numeri di telefono.